# Michael Monroe
Michael Monroe, pseudonimo di Matti Antero Kristian Fagerholm (Helsinki, 17 giugno 1962), è un cantante finlandese.
È conosciuto per essere stato il vocalist degli Hanoi Rocks. Caratterizzato da capelli biondo platino e un look glamour, oltre al principale ruolo di cantante, è un polistrumentista che suona il sassofono, l'armonica, la chitarra, il basso, la batteria e la tastiera.

## Biografia

### Hanoi Rocks
Nel 1979 Michael Monroe fondò gli Hanoi Rocks, una band finlandese che all'epoca non riuscì facilmente a costruirsi una reputazione all'estero, ma fu fonte di ispirazione per la corrente glam metal e soprattutto sleaze glam, oltre a essere riconosciuti in patria come una delle band simbolo del rock finlandese nel mondo.
Dopo un difficile esordio, riuscirono a farsi notare dal pubblico britannico e poi statunitense. La band infatti migrò dapprima in Gran Bretagna e poi negli Stati Uniti, dove trovarono produzione ed etichetta disposti alla pubblicazione dei loro dischi. Nel dicembre del 1984, poco dopo l'uscita del quinto album del gruppo Two Steps from the Move, il batterista della band Razzle rimase ucciso in un incidente d'auto causato da Vince Neil, noto cantante dei Mötley Crüe, che al momento viaggiava con lui in stato di ubriachezza.
Egli venne sostituito da Terry Chimes, ex batterista dei Clash e Generation X. La band a causa della tragedia entrò in crisi, e Sam Yaffa lasciò il gruppo nel 1985, venendo sostituito da René Berg. Poco dopo anche Michael Monroe lasciò il gruppo e la band così si sciolse definitivamente. Fu proprio in questo periodo che Monroe deciderà di intraprendere la carriera solista.

### Carriera solista
Monroe, trasferitosi a New York nel 1985, cominciò a lavorare per il nuovo album solista. Sempre nel 1985 apparì nell'album Sun City, disco dedicato alla lotta contro l'apartheid in Sudafrica. Il progetto, organizzato da Little Steven, vedeva una partecipazione di vari artisti tra cui Joey Ramone, Jimmy Cliff, Lou Reed, Jackson Browne, Bob Dylan, Peter Gabriel e Bruce Springsteen.
Da questo venne estratto anche un video a cui Monroe partecipò.
Dopo questa parentesi Monroe si dedicò all'album, intitolato Nights Are So Long edito nel 1987, che presentava delle influenze derivate dai Dead Boys (Monroe infatti strinse un'amicizia con Stiv Bators e Jimmy Zero, rispettivamente cantante e chitarrista dei Dead Boys) e reinterpretò un brano solista di Bators, mentre il chitarrista Jimmy Zero scrisse i due brani It's A Lie e la title track Nights Are So Long.
L'album era dedicato al deceduto Razzle e rifletteva sullo scioglimento degli Hanoi Rocks (con brani come Can't Go Home Again) e le sue conseguenze (Too Rich To Be Good/You Can't Put Your Arms Around A Memory, uno dei brani preferiti di Razzle scritto da Johnny Thunders).
Qualche tempo dopo i Dead Boys si riformarono pubblicando un single EP e in questo venne inserita anche la traccia Nights Are So Long. Questo primo lavoro non ebbe molti riscontri, anche perché venne pubblicato solo in Scandinavia e Giappone.
Nel 1989 Michael, ricollocatosi a Los Angeles, firma per una major per una distribuzione mondiale dei suoi prossimi progetti. Michael firmò per la Polygram Records, con il quale avrebbe dovuto ripubblicare il debut Nights Are So Long, ma per una serie di complicazioni legali, non potrà stamparlo. Deciderà così di incidere un secondo album solista.
Pubblica nello stesso 1989 l'album Not Fakin' It, distribuito questa volta su scala mondiale con cui si fece notare grazie anche al brano "Dead, Jail Or Rock N Roll". Grazie a questo si fece notare da Axl Rose e Slash dei Guns N' Roses e Steven Tyler degli Aerosmith, che vennero colpiti da quest'ultimo lavoro. Tyler invitò Monroe a suonare il sassofono a un party esclusivo svoltosi al leggendario Hard Rock Café di New York con gli Aerosmith. Michael suonò nel brano "Big Ten Inch Record". Questa apparizione contribuì ulteriormente ad accrescere la sua popolarità.
Monroe, instaurato un rapporto d'amicizia con i Guns N' Roses (che affermarono inoltre di essere grandi fan degli Hanoi Rocks e di essere stati tra le più grandi ispirazioni del gruppo), cominciò a organizzarsi con Slash e Axl invitandoli a partecipare alla sua esibizione al locale Whisky a Go-Go di Los Angeles dove Michael suonò per quattro serate consecutive "tutto esaurito" incluse nel suo tour statunitense del 1989. Slash si esibì anche in un altro concerto di Michael a Chicago nello stesso tour. Nello stesso periodo tutti gli album degli Hanoi Rocks vengono ristampati per la Uzi Suicide, etichetta discografica di proprietà della Geffen Records, che esordì nel 1986 pubblicando il primo EP dei Guns N' Roses Live ?!*@ Like a Suicide.

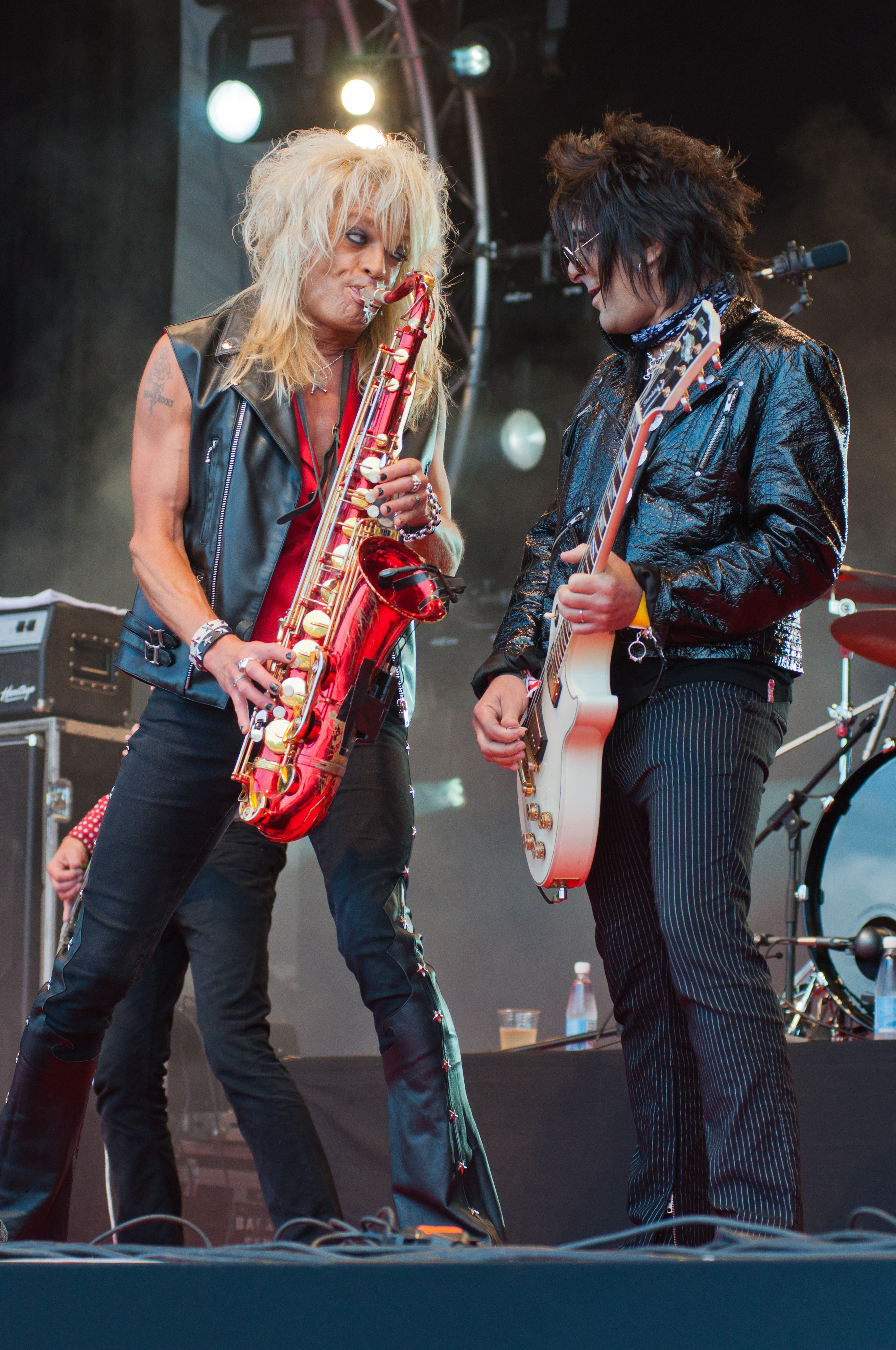
Michael Monroe con Steve Conte nel 2011

Venne poi girato il video di "Dead, Jail Or Rock N Roll" trasmesso regolarmente su MTV che vedeva la partecipazione di Axl Rose, cantante dei Guns N' Roses. Il secondo singolo estratto fu "Man With No Eyes", anch'esso trasmesso regolarmente su MTV. Fu inoltre il suo primo disco a essere distribuito anche negli Stati Uniti, e anche per questo motivo vanterà una certa popolarità nella Sunset Strip. Esso conteneva anche la reinterpretazione dei Nazareth "Not Fakin' It" che darà appunto il titolo all'album.
Per l'artista sarà il disco che riscuoterà più successo (sarà anche l'unico a entrare della classifica di Billboard).
Per l'evento di capodanno 89/90 Michael Monroe suonò in Giappone al "The Tokyo Dome" davanti a 70.000 ogni giorno con gli stessi artisti: Don Henley, Bryan Adams e Huey Lewis. L'esibizione continuò a Osaka e in altre due importanti città del Giappone.
Monroe partecipò alle registrazioni di due album dei Guns N' Roses: Use Your Illusion I (1991), dove suonò il sassofono e l'armonica a bocca nel brano "Bad Obsession" e The Spaghetti Incident? dove cantò nella reinterpretazione dei Dead Boys "Ain't It Fun".
L'iniziale carriera solista di Monroe in ogni caso non si rivelò un grande successo, anche se con il tempo saprà ritagliarsi un posto tra i grandi della scena sleaze glam. Nel 1990 decise di fondare una nuova band, chiamata Jerusalem Slim, con l'ex chitarrista di Billy Idol Steve Stevens e l'ex bassista degli Hanoi Roks Sam Yaffa che aveva abbandonato poco prima il progetto intrapreso con i Jetboy. La band, di breve vita, pubblicò solo un album omonimo Jerusalem Slim nel 1992.
Dopo lo scioglimento Monroe fondò assieme a Yaffa un'altra band, i Demolition 23, che pubblicheranno anch'essi un album omonimo Demolition 23 nel 1994, ma anche questo progetto durò breve tempo e finì per sciogliersi nel 1995.
Negli anni Monroe pubblicherà altri album solisti; Peace of Mind (1996), Life Gets You Dirty (1999), e nascerà anche una collaborazione con Adam Bomb, altro artista solista che esordì nell'epoca del glam metal dei primi anni ottanta, e che entrò nella sua formazione accreditato come "Pink Gibson". Monroe con la sua partecipazione pubblicherà gli ultimi due dischi Take Them and Break Them (2002), Whatcha Want (2003).
Nel 2002 Monroe e Andy McCoy riformano gli Hanoi Rocks, con due membri degli Electric Boys, Costello Hautamäki e Andy "A.C." Christell, e il batterista Lacu, che aveva già partecipato al progetto solista di Monroe. Con la nuova formazione pubblicano nello stesso anno "Twelve Shots on the Rocks". Nel 2004 il chitarrista Hautamäki viene sostituito da Conny Bloom, e un anno dopo pubblicano "Another Hostile Takeover". Il 2007 è la volta del nuovo album "Street Poetry". Sembrava che gli Hanoi Rocks fossero tornati a rockeggiare nella scena sleaze, invece, nel 2008, sul sito ufficiale della band appare la notizia in merito a un nuovo scioglimento del gruppo entro la fine dell'anno.
Ed ecco ripresa la carriera solista, che vede la pubblicazione di un singolo, Pirates Of The Baltic Sea (2008), uscito per scopi di beneficenza e due anni dopo un live "Another Night In The Sun" (2010), primo album live dopo il periodo Hanoi Rocks. Registrato al Tavastia Club di Helsinki il 7 giugno 2010, comprende canzoni degli Hanoi Rocks, Demolition 23 e alcune cover.
Il 14 marzo 2011 è la data del ritorno con un disco di grande successo: Sensory Overdrive (pubblicato da Spinefarm Records). È il sesto album in studio del cantante finlandese con la sua nuova band di supporto formata all'inizio del 2010, così come il suo primo album in studio da solista dal secondo break-up della sua band Hanoi Rocks nel 2009.
L'album è stato prodotto dal famoso produttore discografico Jack Douglas, che ha già lavorato con gli Aerosmith, John Lennon, Miles Davis e altri ancora.
Nella Rock Chart Britannica l'album raggiunge la posizione #13 vincendo anche il premio "Album of the Year" della nota rivista Classic Rock. il primo singolo dell'album, '78', viene scelta come canzone rock dell'anno da iTunes USA e gli ascoltatori di Garage Radio di Little Steven votano 'Trick of the wrist' la migliore canzone dell'anno.
Il 23 agosto 2013 Spinefarm Records pubblica Horns and Halos. È il settimo album da solista in studio. Anche con questo album, Michael Monroe debutta al primo posto della rock chart Finlandese. Ginger, che aveva suonato alla grande la chitarra nel precedente Sensory Overdrive viene sostituito da un altrettanto grande Dregen in fase di pausa dai suoi Backyard Babies.
Nel novembre del 2015 viene pubblicato Blackout States su Spinefarm Records. Contiene tredici tracce prodotte a Göteborg da Chips Kiesbye (Hellacopters, Nomads) e mixate da Petri Majuri a Helsinki. La band di Monroe presenta una nuova variazione alla seconda chitarra: Rich Jones (ex-Black Halos/Amen) sostituisce Dregen, tornato nei riformati Backyard Babies.

## Curiosità
- Il cantante e il chitarrista dei Dead Boys, Stiv Bators e Jimmy Zero, collaborarono ad alcuni brani dell'album di debutto come solista di Monroe intitolato "Nights Are So Long" del 1987.
- La prima moglie di Michael, Jude Wilder, morì il 19 giugno 2001. Il 7 marzo 2003 Michael sposò la sua attuale moglie, Johanna. Michael e Johanna non hanno figli.
- Monroe contribuì a una registrazione dei Guns N' Roses suonando il sassofono e l'armonica nel brano "Bad Obsession" dell'album Use Your Illusion I. Con i GNR egli cantò anche nel brano "Ain't It Fun" nell'album The Spaghetti Incident?.
- Monroe registrò anche un duetto con Axl Rose e Slash dei Guns N' Roses. Con Slash, Monroe registrò una reinterpretazione degli Steppenwolf intitolata "Magic Carpet Ride".
- Nel video di "Dead, Jail Or Rock N Roll", brano contenuto nell'album Not Fakin' It (1989), vi partecipò anche Axl Rose.
- L'artista hair metal Adam Bomb ha partecipato in qualità di chitarrista ai due album di Michael Monroe: Take Them and Break Them (2002) e Whatcha Want (2003).
- Le hair metal band dei Warrant e Tuff reinterpretarono entrambe il brano di Monroe "Dead, Jail Or Rock N Roll", e lo inserirono rispettivamente in Under the Influence (2001) e Live in the U.K. (2003).

## Membri della band di Michael Monroe

### Chitarra
- Phil Grande
- Nasty Suicide
- Jon Rae Sierra
- Johnny Angel
- Olli Hildén
- Pink Gibson (Adam Bomb)
- Sir Lombard
- Steve Conte
- Dregen
- Rich Jones

### Basso
- Sami Yaffa
- Klyph Black
- Jari
- J.D. Malo
- Timpa

### Batteria
- Peter Clemente
- Jimmy Clarke
- Paul Garisto
- Pete
- Lacu
- Karl Rosqvist

## Discografia

### Da solista
- 1987 - Nights Are So Long
- 1989 - Not Fakin' It
- 1996 - Peace of Mind
- 1999 - Life Gets You Dirty
- 2002 - Take Them and Break Them [EP]
- 2003 - Whatcha Want
- 2008 - Pirates Of The Baltic Sea (Single)
- 2010 - Another Night In The Sun [Live] (Spinefarm)
- 2011 - Sensory Overdrive (Spinefarm)
- 2013 - Horns and Halos (Spinefarm)
- 2015 - Blackout States (Spinefarm)
- 2019 - One Man Gang
- 2022 - I Live Too Fast To Die Young!

### Con gli Hanoi Rocks

#### Album in studio
- 1981 - Bangkok Shocks, Saigon Shakes, Hanoi Rocks
- 1982 - Oriental Beat
- 1983 - Self Destruction Blues
- 1983 - Back to Mystery City
- 1984 - Two Steps from the Move
- 2002 - Twelve Shots on the Rocks
- 2005 - Another Hostile Takeover
- 2007 - Street Poetry

#### Live
- 1984 - All Those Wasted Years
- 1985 - Rock & Roll Divorce
- 2003 - One Night Stand in Helsinki

#### Raccolte
- 1985 - The Best of Hanoi Rocks
- 1985 - True Live Rarities
- 1990 - Tracks from a Broken Dream
- 1992 - Lean on Me
- 2000 - Decadent Dangerous Delicious: The Best of Hanoi Rocks
- 2001 - Kill City Kills
- 2005 - Lightning Bar Blues: The Albums 1981-1984

### Altri album
- 1992 - Jerusalem Slim - Jerusalem Slim
- 1994 - Demolition 23 - Demolition 23

### Apparizioni
- 1985 - Artists United Against Apartheid - Sun City
- 1985 - Johnny Thunders - Que Sera Sera
- 1991 - Guns N'Roses - Use Your Illusion I
- 1992 - London Cowboys - Wow! Wow! Oui!! Oui!!
- 1993 - Guns N'Roses - The Spaghetti Incident?
- 1993 - Warrior Soul - Chill Pill
- 1993 - Colonna Sonora - Coneheads
- 1997 - Backyard Babies - Total 13

### Tribute album
- 1994 - A Tribute To Johnny Thunders